# Whoopee! (Musical)
Whoopee! ist ein Musical mit der Musik von Walter Donaldson und den Liedtexten von Gus Kahn. Dem Buch von William Anthony McGuire liegt das Stück „The Nervous Wreck“ von Owen Davis zugrunde. Die Show wurde produziert von Florenz Ziegfeld Jr. In der Hauptrolle spielte Eddie Cantor. Die Uraufführung fand am  4. Dezember 1928 im New Amsterdam Theatre in New York statt.

## Handlung
Henry Williams, ein reicher Hypochonder, ist nach Mission Rest in Arizona gekommen, um sich zu erholen. Das gelingt ihm aber nicht, denn zum einen ist seine Krankenschwester Mary Custer scharf auf ihn und zum anderen verwickelt ihn die ortsansässige Sally Morgan in Situationen, die er nicht durchschaut.

Sally soll nämlich schon bald Sheriff Bob Wells heiraten, liebt aber Wanenis, einen gebildeten Indianerjüngling aus dem nahen Reservat. Sally arrangiert nun einen Ausflug mit Henry so, dass der ganze Ort einschließlich Sheriff Bob und Schwester Mary meint, sie wären durchgebrannt. Das ist der Beginn einer verwickelten Verfolgungsjagd.

Während die Leute im Ort die Verfolgung aufnehmen, geht Henry und Sally mitten in der Wildnis der Sprit aus. Neues Benzin verschaffen sich die beiden von der reichsten Familie der Gegend, den Underwoods, durch einen Raub, der nur geschieht, weil Sally Henry eine Waffe in die Hand drückt. Danach werden die beiden auch als Banditen gesucht.

Die Geschichte geht trotzdem glücklich aus; Henrys Krankenschwester kann ihn endlich von sich überzeugen, Sally bekommt ihren Indianer und Sheriff Bob findet Ersatz in Harriet Underwood.

## Bekannte Musiknummern
- Makin’ Whoopee
- Love Me, or Leave Me
- My Baby Just Cares for Me  - von Donaldson für die 1930er Filmproduktion komponiert

## Verfilmung
„Whoopee!“ wurde 1930 vom Regisseur Thornton Freeland ebenfalls mit Eddie Cantor in der Hauptrolle verfilmt.